# Habralictus beatissimus
Habralictus beatissimus är en biart som först beskrevs av Cockerell 1901.  Habralictus beatissimus ingår i släktet Habralictus och familjen vägbin. Inga underarter finns listade i Catalogue of Life.